# Roberta Metsola
Roberta Metsola, rođena Tedesco Triccas, (Saint Julian's, Malta, 18. siječnja 1979.) je malteška političarka, te trenutna predsjednica Europskog parlamenta od 18. siječnja 2022. godine. Članica je malteške Nacionalističke stranke (PN), odnosno Europske pučke stranke (EPP). 
Metsola je članica Europskog parlamenta od 2013. godine, a studenog 2020. postala je prva potpredsjednica. Nakon smrti predsjednika Europskog parlamenta Davida Sassolija, Metsola postaje najmlađa predsjednica ove institucije u povijesti, prva Maltežanka na ovoj poziciji, te prva žena na ovoj poziciji od 2002. godine.

## Biografija

### Djetinjstvo i raniji život
Obitelj Tedesco Triccas porijeklom je iz grada Swieqi, pored grada St. Julian's na Malti. Roberta je odrasla sa svoje dvije sestre, Ann i Lisom, i roditeljima, Geoffreyem i Ritom, u gradu Gżira. Završila je katoličku srednju školu St. Joseph School u Sliemi, a zatim Pravni fakultet Sveučilišta u Malti, 2003. godine. Diplomu europskih studija s College of Europe u Bruggeu u Belgiji dobila je 2004. godine.
Roberta je upoznala svog supruga, političara Ukka Metsolu iz Finske, 1999. godine. Udala se za njega 2005., i imaju četvoro sinova: Lucu Matiasa, Alec Emila, Marca i Cristiana. I ona i njezin suprug kandidirali su se na izborima za Europski parlament 2009. godine.
Njeni početci u politici bili su kada je imenovana glavnom tajnicom Europskih demokratskih studenata, studentskim ogrankom Europske pučke stranke. Godine 2002. s Nacionalističkom strankom (PN) lobirala je za ulazak Malte u Europsku uniju na referendumu 2003. godine. Radi usješnosti u kampanji premijer Lawrence Gonzi savjetovao joj je da se kandidira za izbore za Europski parlament 2004. godine. Kandidirala se, ali nije uspjela ući u parlament.
Listopada 2004. godine pridružila se Stalnoj misiji Malte pri Europskoj uniji u Bruxellesu, gdje je radila narednih 8 godina. Godine 2009. ponovno se bezuspješno kanididrala za Europski parlament. Od 2013. godine radila je kao pravni savjetnik Catherine Ashton.

### Članica i predsjednica Europskog parlamenta
Dana 24. travnja 2013. zamijenila je Simona Busuttila, te postala članica Europskog parlamenta. Godine 2014. ponovno je izabrana na ovu poziciju, te proglašena potpredsjednicom Komiteta za peticije (PETI). Ponovno je izabrana 2019. godine.
David Sassoli preminuo je 11. siječnja 2022. godine. Dana 18. siječnja 2022., na svoj 43. rođendan, Metsola je izabrana za predsjednicu Europskog parlamenta na mandat od dvije i pol godine. Izabrana je u prvom krugu glasovanja, dobivši apsolutnu većinu od 458 od 690 glasova.

## Vanjske poveznice
- Službena stranica
- Profil na stranicama Europskog parlamenta